# Hans Züllig
Hans Züllig (* 1. Februar 1914 in Rorschach; † 8. November 1992 in Essen) war ein schweizerischer Tänzer sowie Lehrer und Professor für Tanz. Er bildete von 1968 bis 1983 an der Folkwang-Hochschule in Essen viele Akteure des deutschen Tanztheaters aus.

## Leben
Züllig absolvierte von 1931 bis 1934 an der Essener Folkwang-Schule eine Tanzausbildung, unter anderem durch Kurt Jooss und Sigurd Leeder. Ab 1932 war er Tänzer bei der Tanzkompanie Ballets Jooss in Essen und nach deren Emigration von 1934 bis 1947 in Devon (England). 1949 kehrte Züllig mit Jooss nach Essen zurück. Von 1951 bis 1953 tanzte er als Solist beim Folkwang Tanztheater in Essen. 1953 bis 1954 war Züllig Solotänzer am Stadttheater Zürich sowie Leiter und Lehrer der dem Stadttheater angegliederten Schweizerischen Theatertanzschule. 1954 folgte er Jooss als Solist und zweiter Ballettmeister an die Städtischen Bühnen Düsseldorf. Von 1956 bis 1961 arbeitete er als Tänzer, Choreograf und Pädagoge an der Universität in Santiago de Chile. 1968 wurde Züllig, wie zuvor Jooss, als Professor an die Folkwang-Hochschule in Essen berufen und 1969 Leiter ihres Instituts für Tanz. Von 1973 bis zu seinem Tod war er außerdem Trainingsleiter beim Tanztheater Wuppertal von Pina Bausch.

## Ehrung
Die heutige Folkwang Universität der Künste hat ihr neu gebautes Tanzhaus „Hans-Züllig-Tanzhaus“ genannt.